# Leibnitzia pusilla
Leibnitzia pusilla là một loài thực vật có hoa trong họ Cúc. Loài này được (Wall. ex DC.) S.Gould ex Kitam. & Gould mô tả khoa học đầu tiên năm 1982.